# Binks' Vacation
Binks' Vacation è un cortometraggio muto del 1913 diretto da Eddie Dillon (Edward Dillon) che si basa su un soggetto di Anita Loos.

## Produzione
Il film fu prodotto dalla Biograph Company.

## Distribuzione
Distribuito dalla General Film Company, il film - un cortometraggio di 183,8 metri - uscì nelle sale cinematografiche USA il 1º dicembre 1913.
Nelle proiezioni, veniva programmato con il sistema dello split reel, accorpato in un'unica bobina con un altro cortometraggio prodotto dalla Biograph, la commedia How the Day Was Saved.